# Sophisten

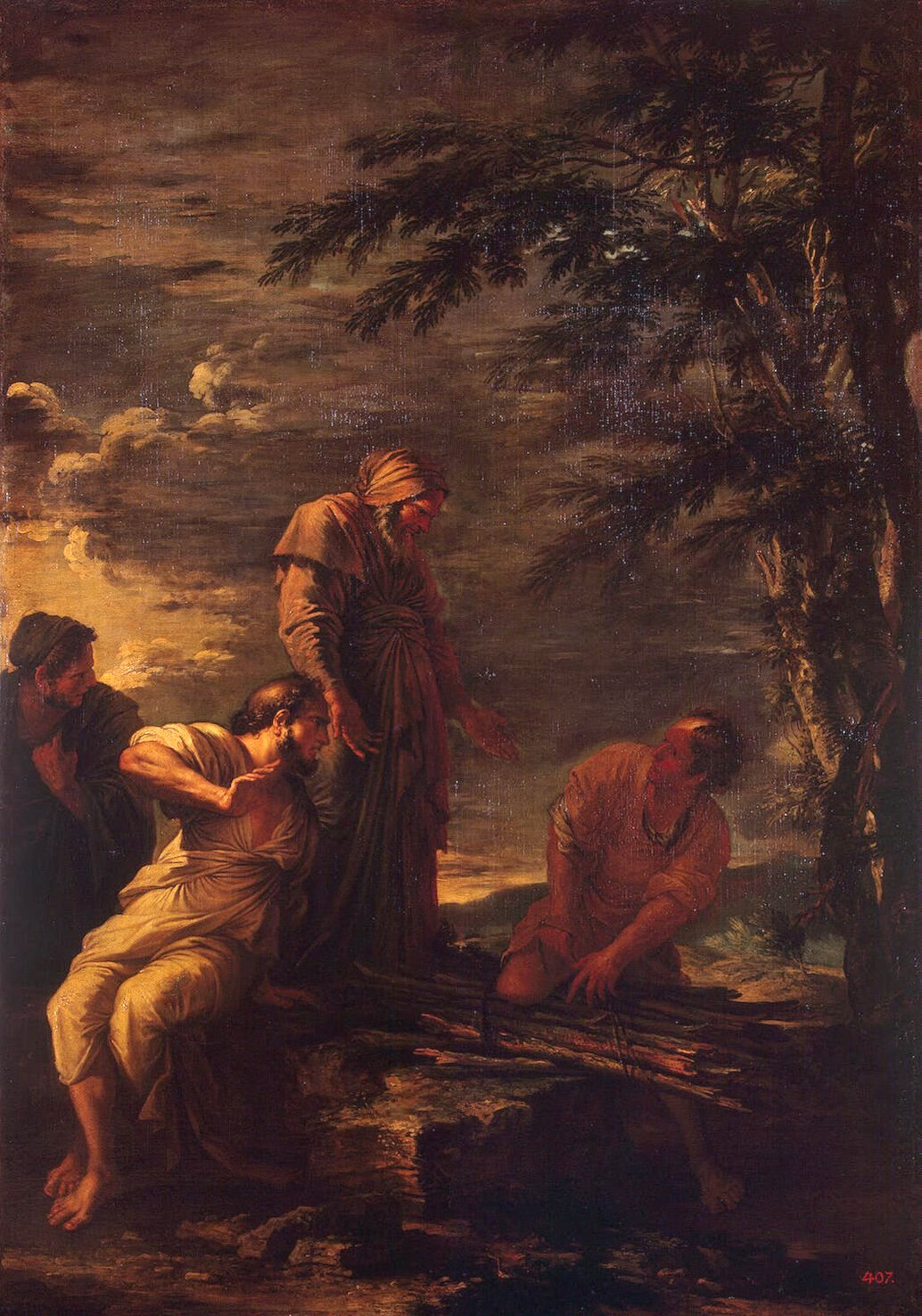
Demokrit und Protagoras im Historienbild Démocrite et Protagoras von Salvator Rosa

Als Sophisten (altgriechisch σοφισταί sophistaí, lateinisch sophistae) wird eine Gruppe von Personen aus der griechischen Antike bezeichnet, die über besondere Kenntnisse auf theoretischem (Mathematik und Geometrie) oder praktischem Gebiet (Handwerk, Musik, Dichtung) verfügten, im engeren Sinne vor allem Didaktiker und Rhetoriker und die mit dem Vermitteln ihrer Kenntnisse ihren Lebensunterhalt verdienten. Sie wirkten von etwa 450 v. Chr. bis etwa 380 v. Chr. Der Terminus Sophist bezeichnete ursprünglich „alle, die für ihre Weisheit berühmt waren: Pythagoras, Thales, Staatsmänner, Kulturbringer, Dichter und andere ‚weise Männer‘“. Im 5. Jahrhundert fasste man unter Sophisten auch professionelle Lehrer bzw. Experten, die ihre rhetorischen Kenntnisse und argumentativen Fähigkeiten anderen vermittelten. Solon und Pythagoras nannte man Sophisten, auch noch Sokrates, Antisthenes und Platon wurden von Zeitgenossen mitunter so benannt, wenngleich sie selbst sich dagegen verwahrten; gerade Platon trug viel dazu bei, dass Sophist einen negativen Klang bekam. Zumindest für die vorsokratische Philosophie wurde daher von Weisen oder Sophoi gesprochen, um diese abzugrenzen.
Die Sophisten bildeten weder eine geschlossene philosophische Strömung noch gab es sophistische Schulen. Das Zentrum der Sophistik, sprich der von den Sophisten vertretenen Lehre und geistesgeschichtlichen Strömung, war die in ihrer Blüte stehende Stadt Athen. Gemeinsam war ihnen die Fixierung auf den Logos; man war der Überzeugung, durch die Wahl der richtigen Worte entscheidenden Einfluss auf das Denken der Mitmenschen ausüben zu können. Aus diesem Grunde war Unterricht bei ihnen begehrt, da Redekunst im Kontext der zu ihrer Zeit aufblühenden Attischen Demokratie große Bedeutung gewann, wenn man die Volksversammlung oder Geschworenengerichte überzeugen wollte.
Sophisten wollten junge Männer darin unterstützen, sich Kenntnisse und Fertigkeiten anzueignen, mit denen diese im Zuge ihrer öffentlichen Pflichten einen Beitrag zum Bestand der Polis leisten und ihre eigenen Interessen verfolgen konnten. Für den Unterricht ließen sie sich bezahlen. Viele Sophisten gingen offenbar davon aus, dass die Götter nicht das menschliche Schicksal lenken, bestritten aber deren Existenz nicht. Letzteres hätte nach Maßgabe der Asebiegesetze zur Verbannung oder – wie im Fall des Sokrates – zur Todesstrafe geführt. Gemeinsam war vielen ihre Tätigkeit als Wanderlehrer, für die sie durch die Städte der damaligen griechischen Welt reisten (vor allem Peloponnes, Thessalien, Süditalien).
Die Quellen über Platon und Aristoteles hinaus sind sehr dürftig; nur wenige Texte der Sophisten sind erhalten. Vertreter der Philosophiegeschichte zählen die Sophisten oft zu den Vorsokratikern. Die philosophische Bewertung der Sophisten war lange Zeit (und großteils bis heute) stark von dem negativen Bild geprägt, das Platon, Aristophanes und Aristoteles gezeichnet haben. Sie warfen den Sophisten vor, aus Geldgier junge Männer in der Kunst der egoistischen Manipulation zu unterweisen, statt der Suche nach Wahrheit zu dienen. Neuerdings gibt es z. B. unter dem Stichwort „Rehabilitation“ andererseits eine Anerkennung der sophistischen Bewegung, die ihr u. a. eine wichtige Rolle in der zeitgenössischen Politik Athens zuschreibt.
Rhetorische Figuren ohne Wahrheitswert, die zu Fehlschlüssen verleiten, werden bis heute oft als Sophismen bezeichnet. Im bildungsbürgerlichen Diskurs des 18., 19. und frühen 20. Jahrhunderts wurde Sophisterei auch als abwertende Bezeichnung für Rabulistik verwendet, und bis heute bezeichnet das Wort Sophist auch einen Wortklauber oder Blender, der zwecks Durchsetzung eines Standpunkts zu einem Thema bewusst irreführend und manipulativ argumentiert.

## Entstehung und Aufbau des sophistischen Unterrichts
In der zweiten Hälfte des 5. Jahrhunderts v. Chr. stand die Stadt Athen in ihrer kulturellen Blüte. Nicht zuletzt die junge Attische Demokratie, in der es beliebte Politiker weit bringen konnten, brachte ein Bedürfnis nach Unterricht in allen Fächern hervor, die zur politischen Tätigkeit befähigen sollten. Als Lehrer befriedigten die Sophisten dieses, vermittelten aber auch Allgemeinbildung im weitesten Sinn, etwa Kosmologie, Grammatik, Interpretation der Dichter, Mythologie, Staatsphilosophie, Religionsphilosophie, Kulturgeschichte, Recht, Naturwissenschaft, Mathematik usw. Sie wurden in der Folge auch als Universalgelehrte oder die Enzyklopädisten der Antike bezeichnet. Ihr wichtigstes Ausbildungsfach war allerdings Rhetorik, die man allgemein für politische Erfolge bei demokratischen Abstimmungen als notwendig erachtete.
Die sophistische Tätigkeit nahm verschiedenste Formen an, etwa Lebensberatung, juristische und politische Beratung, Erziehungstätigkeit in reichen Häusern, Beistand bei Prozessen, Vorträge, öffentliche Disputationen sowie feierliche Reden. Für ihren Unterricht stellten die Sophisten vermutlich diverse Materialien einigermaßen systematisch zusammen, die sie aus der politischen Praxis, aus tradiertem Familienwissen und dem Umgang mit Staatsmännern gewonnen hatten. Sicher flossen dabei auch Erfahrungen gerichtlicher Praxis ein, deren Hauptbestandteil Reden waren. Zu den Geldsummen, die die Sophisten verlangt haben, liegen unterschiedliche Angaben vor. Nach einigen Berichten sollen sie teilweise exzessiv hoch gewesen sein. Prodikos von Keos soll laut Platon neben einem Billigkurs für eine Drachme einen gründlichen Kurs für 50 Drachmen angeboten haben. Theoretisch war es seit den Sophisten also nicht nur der Aristokratie, sondern grundsätzlich allen Menschen möglich, sich ausbilden zu lassen. Wer sich den Unterricht tatsächlich leisten konnte und wer nicht, bleibt fraglich. Ständige Schüler oder Anhänger, wie das bei Sokrates, Platon und Aristoteles der Fall war, hatten die Sophisten (bis auf möglicherweise Gorgias) nicht.
Zur rhetorischen Schulung und Disputierkunst gehört die Berücksichtigung und Einübung des Umstands und der Erfahrung, dass es zu jeder Frage, zu jedem Problem gegensätzliche Argumentationen gibt. Systematisches Argumentieren Pro und Contra wurde von den Sophisten entwickelt. Unbeliebt machten sich manche von ihnen mit ihrer Diskussionspraxis im halböffentlichen philosophischen Streitgespräch, wenn sie auf Sieg mit allen Mitteln, einschließlich Trugschlüssen, setzten.

## Vertreter
Vertreter der Sophistik waren:
- im 5. Jahrhundert v. Chr. Protagoras sowie möglicherweise Sokrates, Kritias und Proxenos von Theben;
- im 5. und 4. Jahrhundert v. Chr. Gorgias von Leontinoi, Thrasymachos, Prodikos, Hippias von Elis, Antiphon, Kallikles, Alkidamas, Likymnios von Chios, Lykophron, Polos von Akragas, Protarchos von Athen, Xeniades sowie möglicherweise Isokrates und Menon von Pharsalos.

## Sophistische Lehre
Die Darstellung einer „Lehre“ der Sophisten stützt sich auf eine dürftige Quellenlage. Die ältesten Quellen sind Zitate aus Platons Dialogen und aus den Schriften des Aristoteles sowie wenige Kurztexte und Fragmente. Die Authentizität und Zuverlässigkeit der den Sophisten zuerkannten Texte ist umstritten. Es lässt sich nicht belegen, inwieweit Texte über einzelne Sophisten für alle gelten. Philosophen und Philosophiehistoriker haben dies durch die Jahrhunderte mehrheitlich unterstellt.
Schon im 6./5. Jahrhundert v. Chr. hatten Männer wie Anaximander, Pythagoras, Xenophon, Parmenides und Herakleitos mit ihren Welterklärungen deutlich gemacht, dass sich unter den Griechen die Glaubwürdigkeit des Mythos auflöste, die Götter seien Welterschaffer und bestimmten das Leben des Menschen. Das als unzulänglich erlebte alte Weltbild förderte das Entstehen des philosophischen Denkens. „Die Wahrheit über die Götter kennt keiner“, äußerte sich Xenophanes. Viele Menschen machten sich in anderer Weise Gedanken über ihr Leben als bisher. Ideen für eine Lebensgestaltung ohne Göttermythen waren bereits – u. a. als Sprüche der Sieben Weisen und anderer Kundiger – im Umlauf. Menschen sollten sich z. B. frei davon machen, welche Auffassungen und Werte ihre „Erzeuger“ hatten. Außerdem wurde empfohlen, sich eigene Kenntnisse und Fertigkeiten anzueignen, um das Leben zu meistern. Darüber hinaus entstanden aus der religiösen Tradition neue Kulte und Bewegungen, z. B. Orphiker, Bakchicher, Pythagoreer, die Menschen zusammenführten, die mit anderen neue Ideen für ein gelingendes, individuelles Leben umsetzten.
Protagoras war einer der Ersten, die sich als Sophisten im hier erwähnten Sinne bezeichneten. Seine Kenntnisse und sein Rat wurden von vielen Athenern geschätzt. Seine Schriften wurden später verbrannt, als er wegen Asebie verurteilt worden war. Er starb auf der Flucht. Wie Xenophanes ging er davon aus, dass Menschen nicht wissen können, ob es Götter gibt und wie sie sind. Protagoras behauptete ferner, dass jeder Mensch die Dinge und Sachverhalte auf seine eigene Weise sehe und entsprechend urteile. In diesem Sinne war der Mensch für Protagoras „das Maß aller Dinge“.
In der Folge gaben er – und mit ihm vermutlich andere – dem Individuellen den Vorzug vor dem Allgemeinen. Wie Menschen sprechen, wie Menschen sich selber, andere und Sachverhalte beurteilen, welches Handeln sie für positiv halten, wird von Menschen entschieden. Gesetze, Ethik und Sprache sind Produkte von Menschen infolge gemeinsam geteilter Überzeugungen. Kulturtechniken sind daher nicht graduelle Abstufungen absoluter Wahrheiten. Andere – wie z. B. Thrasymachos oder Gorgias – gingen davon aus, dass Allgemeingültiges wie Gesetze dem Interesse bestimmter gesellschaftlicher Gruppen dienen. Hippias aus Elis soll behauptet haben, dass die geltenden Gesetze Menschen dazu zwingen, gegen ihre Natur zu handeln. Kallikles meinte, dass sich die Stärkeren, wie es seiner Ansicht nach die Natur fordert, durchsetzen sollten.
Aristoteles berichtete im 2. Buch der Politik, dass einzelne Sophisten sehr weitgehende politische Forderungen stellten. Lykophron soll die Abschaffung der Adelsvorrechte gefordert haben. Alkidamas und andere wollten die Sklaverei abschaffen. Phaleas von Chalkedon verlangte gleichen Besitz, Erziehung und kollektives Wirtschaften für alle freien Bürger.
Durch Sextus Empiricus ist eine Schrift des Sophisten Gorgias überliefert, in der es um die rätselhafte Frage geht, „was ist bzw. was nicht ist“. Laut Vorländer lautete der Titel: Von der Natur oder dem Nicht-Seienden. Parmenides hatte mit seinem Lehrgedicht eine rätselhafte Antwort zu einem ähnlichen Thema gegeben, die bis heute Anlass für viele Interpretationen ist. Ein Rätsel enthielt auch die Antwort des Gorgias:
1. Es existiert nichts.
2. Wenn aber etwas existierte, so wäre es doch für den Menschen unfassbar.
3. Wenn es aber auch fassbar wäre, so wäre es doch unaussprechbar und nicht mitteilbar.
Derartiges wurde weder von vielen Zeitgenossen noch von späteren Philosophen verstanden. Das floss in die negative Bewertung des sophistischen Denkens mit ein. Vereinzelt wurde dies so interpretiert, dass derartige paradoxe Aussagen nur dann einen Sinn ergäben, wenn sie als Verneinung der einen objektiven Wahrheit aufgefasst würden. In gleicher Weise ließe sich folgender sophistischer Widerspruch auflösen: Protagoras soll gesagt haben, jede Überzeugung ist wahr, Gorgias dagegen soll behauptet haben, jede Überzeugung ist falsch.
Die Sophisten befassten sich auch mit Grammatik und Syntax. Sie untersuchten die Satzteile, den Wortgebrauch, Synonymik und Etymologie. Es wird Protagoras zugerechnet, erste grammatische Kriterien festgelegt zu haben. Prodikos schrieb und hielt Vorträge über Synonymik und Sprachrichtigkeit. Von ihm sind auch Vorträge über Ethik überliefert.
Hippias aus Elis war unter den Sophisten derjenige, der in allen Künsten und Kenntnissen seiner Zeit bewandert war. Er war auch Lehrer, Philosoph und geachteter Teilnehmer der Olympischen Spiele. Schon zu Lebzeiten wurde ihm in seiner Heimatstadt Elis – nahe Olympia – ein Denkmal errichtet. Er beschäftigte sich mit Astronomie, Mathematik, Mnemonik, Chronologie, Sagen- und Völkerkunde, Theorie der Künste und lehrte in diesen Disziplinen. Er hielt moralische Mahnreden und war Dichter und Kunsthandwerker.

## Rezeption
„Sophistik ist […] die Kunst, durch falsche Dialektik das Wahre mit dem Falschen zu verwirren und durch Disputieren, Widerspruch und Schönschwatzen Beifall und Reichtum zu erwerben; sophistisch heißt demnach trügerisch, Sophisterei ein verfängliches Räsonnement.“ Die Geringschätzung sophistischen Philosophierens zieht sich nicht nur durch die Philosophiegeschichte. Sie findet auch seit Jahrhunderten Ausdruck im deutschen Sprachgebrauch. Überredungskünstler, Wortverdreher, Schwätzer, Betrüger waren seit dem Ende des 15. Jahrhunderts Bezeichnungen für negativ bewertete Philosophen und Gelehrte. Vertreter der „falschen, heidnischen“ Philosophie hießen Sophisten. Noch im modernen Alltagsgebrauch steht sophistisch für spitzfindig und/oder haarspalterisch. Synonym für sophistisch werden pedantisch, kleinlich, ausgeklügelt, scharfsinnig, übergenau und überspannt gebraucht.
In Anbindung an die zeitgenössische Medienkultur wird behauptet, dass die antiken Sophisten eine Show machten, sich mit ihrer Sachkunde brüsteten, das gewohnte politische Leben durcheinanderwarfen, die Jugend manipulierten und „in der panhellenischen Öffentlichkeit einen Star- und Kultstatus erreichten“.

### Antike
Es wurde in Philosophiegeschichten lange Zeit der qualitative Unterschied zwischen der sophistischen Rhetorik bzw. der Moral einerseits und dem Standpunkt Platons und Aristoteles hervorgehoben. Der Standpunkt der letzteren zeichnete sich – so wurde behauptet – vor allem durch eine höher entwickelte Sittlichkeit und Wissenschaftsauffassung aus. Vor dem christlichen Hintergrund der Philosophie war diese Feststellung prägend für die Abwertung der Sophisten. Ihnen werden philosophische Leistungen abgesprochen. Einzelne Autoren nannten sophistisches Denken – ganz im Sinne Platons und Aristoteles – als Gefahr für Tugend, Wissenschaft und Leben in Athen. Sie machten die sophistische Bewegung verantwortlich für die Umwertung traditioneller griechischer Werte. Die Auffassung, dass Sophisten keine Philosophen im eigentlichen Sinne gewesen seien, hielt sich über Jahrhunderte. Inzwischen wird in neueren Studien die Möglichkeit in Betracht gezogen, dass das sophistische Denken Ausdruck eines allgemein veränderten Zeitgeistes gewesen sein könnte, der die politisch-gesellschaftlichen Veränderungen Athens im 6./5. Jahrhundert begleitete. Die Quellenlage allerdings gestattet nur eine sehr eingeschränkte Überprüfung dieser Möglichkeit. Als Sophisten im weiteren Sinn bezeichnet man auch die Politiker Kallikles und Kritias; stark von der Sophistik beeinflusst waren Euripides und die Historiker Herodot und Thukydides.
Von großer Wirkung für die Rezeption sophistischen Denkens waren die betreffenden Äußerungen in den Dialogen Platons. Platon hatte in seinem Dialog Protagoras noch ein positives Bild gezeichnet. In weiteren Schriften wurde seine Kritik zunehmend schärfer und die sophistische Lehrweise verhöhnt. In den Sophistes schließlich wurde dann der Bezeichnung Sophist eine sehr negative Bedeutung gegeben. Platons Abwertung seiner sophistischen Zeitgenossen und Mitbürger wurden erstens philosophisch begründet. So befasse sich ein Sophist bloß mit Streitkunst (Eristik) und Redekunst Rhetorik, ein richtiger Philosoph wie Sokrates hingegen mit der Erforschung der Wahrheit. Zweitens polemisierte er gegen den Umstand, dass die Sophisten für ihren Unterricht Geld verlangten. Erwerbstätigkeiten wurden damals allgemein geringgeschätzt. Nach Platon sind Tugend und Weisheit nicht käuflich. George B. Kerferd und Hellmut Flashar nennen zumindest einen Teil der platonischen Aussagen eine „ungeschichtliche Konstruktion“. Diese hat das spätere Bild der Sophistik jedoch stark beeinflusst. Theodor Gomperz schlug in seiner Geschichte Griechische Denker eine eigene zeitgemäße „ungeschichtliche Konstruktion“ vor. Man solle sich einen Sophisten als „halb Professor und halb Journalist“ vorstellen, der kundig, redegewandt und kämpferisch für seine Philosophie eingetreten sei. So könne man das traditionelle Bild eines Sophisten als „Verkünder gemeinschädlicher Lehren“ möglicherweise korrigieren.
Auch Aristoteles’ Bild der Sophisten war von dem Platons geprägt. Er hielt sehr wenig von sophistischer Weisheit; der Sophist verdiene sich Geld „mit scheinbarer, aber nicht mit wirklicher Weisheit“. Die aristotelische Auffassung wurde mitbestimmend für spätere Urteile über Sophisten. Noch Mark Aurel schrieb in seinen Selbstbetrachtungen abwertend: „Auch verhüteten [die Götter], als ich das Studium der Philosophie anfing, dass ich einem Sophisten in die Hände fiel oder mit einem solchen Schriftsteller meine Zeit verdarb oder mit der Lösung ihrer Trugschlüsse mich einließ.“

### Zweite Sophistik
Die vor allem auf Platon und Aristoteles zurückgehende negative Einschätzung der Sophisten, die sich auch auf ihre Tätigkeit gegen teils sehr hohe Bezahlung bezog, blieb schon in der Antike nicht unwidersprochen. So schrieb Philostratos im 3. Jahrhundert: „[…] was im übrigen nicht tadelnswert war, da wir Dinge, die etwas kosten, ernster nehmen als die, die umsonst sind.“
Von modernen Gelehrten werden unter Rückgriff auf Philostratos zahlreiche griechische Denker und Redner der Kaiserzeit zwischen der Mitte des 1. und der Mitte des 3. Jahrhunderts n. Chr. als Zweite Sophistik zusammengefasst. Philostratos zählte etwa 40 Rhetoren zu dieser Strömung, deren Zentrum neben Athen vor allem das westliche Kleinasien war. Zu den berühmtesten Vertreten zählen Dion von Prusa, Plutarch und Aelius Aristides, daneben sind Herodes Atticus und Lukian von Samosata zu nennen. Auch Apollonios von Tyana wird teils zur Zweiten Sophistik gezählt, und manchmal auch Apuleius, obwohl dieser auf Latein publizierte. Wie ihre Vorläufer in klassischer Zeit waren auch diese kaiserzeitlichen Sophisten insbesondere als Rhetoriklehrer tätig. Im Unterschied zur Ersten Sophistik gehörten viele Vertreter der Zweiten Sophistik der lokalen Oberschicht an.

### Neuzeit
Bis etwa um 1800 die wissenschaftliche Erforschung des Altertums einsetzte, waren alle Darstellungen der Sophistik stark vom negativen Bild Platons und Aristoteles beeinflusst. Die eigenen philosophischen Auffassungen in der Neuzeit führten je nach dem zu mehr oder weniger großer Wertschätzung der Sophistik.
Martin Luther bezeichnete in seinen Frühschriften, so in seinem Märtyrerlied Ein neues Lied wir heben an von 1523, die Vertreter des alten Glaubens als Sophisten und meinte damit eine spekulative, bibelferne Scholastik.
Kant ordnete die Sophisten dem Skeptizismus zu. Der Skeptizismus war für Kant das Mittel gewesen, um „seinem dogmatischen Schlummer zu entkommen“. Die Sophisten aber verneinten sogar die Zuverlässigkeit der Erfahrung, die für Kant der Anfang allen Wissens war. Das war für Kant zu weitgehend. Er behauptete, dass sie die gute Bedeutung der Bezeichnung Sophist i. S. v. Gelehrter zerstört hätten. Er wertete sie ab, indem er z. B. behauptete, dass sie aus Gefälligkeit pseudokluge Grundsätze „erklügelten“. Er verwendete die Bezeichnung Sophist auch für andere Philosophen, die ähnliche negative Charakteristika aufwiesen wie die antiken Sophisten.
Als erster brach Hegel 1805/1806 mit diesem Bild; für ihn bildete die Sophistik die Antithese zur ihr vorangegangenen Naturphilosophie. Im Gegensatz dazu bestimme bei den Sophisten das denkende und wahrnehmende Subjekt selbst seine Gedanken und Wahrnehmungen. Sie hätten reflektierte Menschen heranbilden wollen, die selber herausfinden, „was für sie verbindlich ist“. Sie hätten dafür Gründe genannt, die laut Hegel oft nicht schlechter waren, als was Platon Sokrates sagen ließ. Für besonders verdienstvoll hielt er ihren Einsatz für die Bildung der Jugend. Hegel vermisste – bei aller Wertschätzung für ihren reflektierten Bildungsansatz – das Fehlen eines objektiven geistigen Prinzips. Deshalb nannte er ihr Denken „eher räsonierend“.
Schon kurze Zeit später leitete Schleiermacher in den Einleitungen zu seinen Platonübersetzungen 1804–1809 allerdings wieder eine Kehrtwende ein. Er bezeichnete die Sophistik als Doxosophia (Meinerei); Friedrich Ast nannte sie 1807 gar „die universelle Macht des Bösen“. Am anderen Ende der Skala angesiedelt war George Grote, der die Sophisten 1859 als wichtigen Teil der attischen Demokratie ansah und die platontreue Rezeption scharf kritisierte. Er wendete sich dagegen, die Sophisten als amoralisch und intellektuell destruktiv abzutun. Insgesamt dominierte im 19. Jahrhundert eine „distanzierte und reservierte Haltung der Sophistik gegenüber“.
Auch in den Philosophiegeschichten – z. B. bei Lange – erfolgte eine „Ehrenrettung“ der Sophisten. Er hielt sie im allgemeinen Rahmen „der hellenischen Durchschnittsmoral für wackere und unbescholtene Männer“. Lange bewertete Protagoras als „einen großen, entscheidenden Wendepunkt in der Geschichte der griechischen Philosophie“, weil er als erster vom „geistigen Wesen“ des Menschen ausgegangen ist. Im Unterschied zu Platon, der jenseits der sinnlich wahrnehmbaren „Schattenwelt“ etwas Unwandelbares finden wollte, blieb Protagoras dabei, dass Menschen sich mit sinnlichen Wahrnehmungen begnügen müssen, wenn sie Verlässliches finden möchten. Diesem sensualistischen Ansatz stimmte Lange zu, indem er darauf hinwies, dass Platon nichts als eine „tief begründete Ahnung“ von einer verborgenen Wahrheit gehabt habe. Protagoras theoretische „Weltanschauung eines unbedingten Relativismus“ verwarf er jedoch im Hinblick auf die „fatalen Konsequenzen“: „Für den Menschen ist nur dasjenige recht und gut, was ihm jedes Mal recht und gut erscheint.“ Er urteilte daher, „dass die Sophistik in der hellenischen Kultur ein zersetzendes Element war“.
Wilhelm Windelband hielt die „Wahrnehmungstheorie des Protagoras“ – Wie alles einzelne mir erscheint, so ist es für mich, wie dir, so ist es für dich (frg.1) – für die einzige sophistische Lehre, die „den Wert dauernder Geltung und wissenschaftliche Fruchtbarkeit besaß“. Demokrit und Platon hätten hier positivere und zukunftsweisendere Auffassungen vertreten, indem sie dem Denken die Fähigkeit zugeordnet hätten, „allgemeingültige Erkenntnis“, d. h. Wahrheitserkenntnis, zu ermöglichen. Im Hinblick auf die Weiterentwicklung des Philosophierens im Sinne einer philosophischen Weltbetrachtung müsse daher der protagoräische Sensualismus aufgegeben werden.
Auch Altertumsforscher wie Eduard Meyer haben mit einem christlich-theologisch gebildeten Urteil dazu beigetragen, dass die Sophistik als „Sophisterei“ in Verruf kam. Vor allem die protagoräische Auffassung, dass jedes Individuum seine eigene Sicht habe, gab dazu den Anlass. Wenn nur individuelle Auffassungen galten, wie sollten dann die sophistischen Schüler lernen, ihr Denken und Handeln zu verbessern? Meyer unterstellte, dass sie infolge des sophistischen Unterrichts ohne geeignetes Urteilskriterium dazu neigten, sich gewissenlos für negative ethische Ziele einzusetzen. Dies hätte den moralischen und intellektuellen Untergang der griechischen Nation bedeutet.
Eine Extremposition in der Bewertung der Sophisten nahm Friedrich Nietzsche ein. Möglicherweise aufgrund seiner ausgeprägten Ablehnung der Philosophen Sokrates und Platon rehabilitierte er deren Gegner und bezeichnete die Sophisten als „konzentrierte Gestalten höchsten Ranges“. Die Sophisten bildeten für Nietzsche die Repräsentanten jener „Cultur der unbefangensten Weltkenntnis“. Während sich Platon, so Nietzsche, vor der Realität in Ideal und Moral flüchtete, waren die Sophisten für ihn mutige „Realisten“, die im Stande waren, die Dinge so zu nehmen, wie sie wirklich sind. Thukydides sei der letzte Vertreter dieses urgriechischen Instinkts für die Tatsachen gewesen; Nietzsche stellte ihn als „Menschen-Denker“ dem Philosophen überhaupt entgegen.
Theodor Gomperz bezeichnete die Sophisten als Universalgelehrte, Redner und Schriftsteller, die sich – wie die Journalisten und Literaten seiner Zeit – durch Schlagfertigkeit und Kampfbereitschaft auszeichneten. Der Satz vom Menschen als Maß aller Dinge besaß nach der Interpretation von Gomperz erkenntnistheoretische Bedeutung. Zusammen mit seiner Interpretation des Homo-Mensura-Satzes glaubte er, die Sophistik und insbesondere Protagoras gegen den Vorwurf eines „umfassenden Skeptizismus“ verteidigen zu können. Er hielt den Homo-Mensura-Satz für eine abstrakte, allgemeine Aussage, die nicht notwendig im Sinne eines unbedingten Relativismus aufzufassen ist. Die Dinge existieren nur deshalb für uns, weil wir sie wahrnehmen, habe Protagoras sagen wollen. Insofern sei die menschliche Natur der Maßstab für die Existenz der Dinge. Der Mensch dürfe die Fähigkeiten der Wahrnehmung nicht verwerfen; sonst sei er gezwungen, auch seinen geistigen Fähigkeiten zu misstrauen – zum Nachteil für das Aufstellen von Wahrheitskriterien. Protagoras könne dies nur so gemeint haben, denn er stehe in der Tradition der Philosophie von Heraklit und Parmenides, die dem Denken das Erkennen der Wahrheit zugeordnet hätten.
Eine insgesamt positive Bewertung der Sophistik vertrat 1933 Werner Jaeger. Sie sei in erster Linie eine „Erziehungsbewegung“ gewesen, „von vornherein nicht Volksbildung, sondern Führerbildung“. Mit dem Ende der uneingeschränkten Herrschaftslegitimation der Aristokratie habe sich eine neue Führerschicht gebildet. Eine wesentliche Bedingung dafür, sich als Politiker in der Demokratie durchsetzen zu können, sei eine Ausbildung zum Redner gewesen. „Alles in allem bedeuteten die neuen Männer eine bildungsgeschichtliche Erscheinung allerersten Ranges.“
In der zweiten Hälfte des 20. Jahrhunderts setzte sich ein differenziertes Bild der Sophistik durch, wobei Einzeluntersuchungen zu speziellen Themen dominierten. Gesamtdarstellungen haben 1981 George B. Kerferd und 1986 Thomas Buchheim versucht. Aus christlicher Sicht fiel das Urteil über die Sophisten noch immer vernichtend aus: Ihre Philosophie sei gefährlich, sie missbrauchten das menschliche Denken, es habe ihnen an Reife des Geistes gefehlt. Den Sophisten sei es nur um Macht gegangen. Sie seien Verführer gewesen.
Inzwischen ist unter Forschern fraglich geworden, ob man den Sophisten eine falsche philosophische Sicht unterstellen soll, während man Platon die richtige zuweist. Der Topos „die Überwindung der Sophistik durch Platon“ werde „meist unbefragt und unkritisch übernommen“. Dahinter stehe die Auffassung einer Philosophiegeschichte, die von einer „unilinearen Entwicklung“ des Denkens ausgehe. Sähe man von dieser Annahme ab, ergäbe sich vielleicht eine andere Bewertung. Eine umfassende und differenzierte Gesamteinschätzung der antiken Sophistik als eigenständiger Welthaltung, die sich von den traditionellen platonischen Bewertungen weitgehend gelöst hat, findet sich in Alfons Reckermanns Monografie Überzeugen von 2018.

## Bildnisse
Trotz ihrer Berühmtheit und wenigstens manchmal erreichten Reichtums sind keine Bildnisse von Sophisten erhalten. Eine Figur, die man für Protagoras hielt, bildet wahrscheinlich doch jemand anderen ab und die zahlreichen Unterrichtsszenen auf antiken Vasen können nicht eindeutig als sophistische Tätigkeit identifiziert werden.